# Bisdom Oruro
Het bisdom Oruro (Latijn: Dioecesis Orurensis) is een rooms-katholiek bisdom met als zetel Oruro, in Bolivia. Het bisdom is suffragaan aan het aartsbisdom Cochabamba. 

## Geschiedenis
Het bisdom werd opgericht op 11 november 1924, uit delen van het aartsbisdom Sucre, en was suffragaan aan het aartsbisdom Sucre. Op 18 juni 1943 wisselde het van kerkprovincie en werd suffragaan aan het aartsbisdom Aartsbisdom La Paz. Op 30 juli 1975 wisselde het nogmaals van kerkprovincie en werd suffragaan aan het aartsbisdom Cochabamba. 

## Parochies
Het bisdom had in 2021 een oppervlakte van 53.388 km2 en telde 571.231 inwoners waarvan 75,5% rooms-katholiek was.

## Bisschoppen
- Abel Isidoro Antezana y Rojas (13 november 1924 - 16 januari 1938)
- Ricardo Chávez Alcazar (27 januari 1938 - 30 september 1949)
- Berthold Bühl (26 oktober 1951 - 17 juni 1953)
- Luis Aníbal Rodríguez Pardo (17 juni 1953 - 28 juli 1956)
- Jorge Manrique Hurtado (28 juli 1956 - 27 juli 1967)
- René Fernández Apaza (2 maart 1968 - 21 november 1981)
- Julio Terrazas Sandoval (9 januari 1982 - 6 februari 1991; kardinaal in 2001)
- Braulio Sáez Garcia (7 november 1991 - 11 september 2003; hulpbisschop sinds 18 februari 1987)
- Krzysztof Białasik (30 juni 2005 - heden)

## Galerij van afbeeldingen

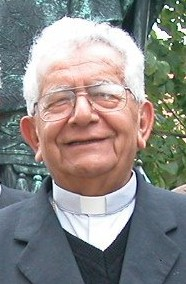
Bisschop Julio Terrazas Sandoval (1982-1991), kardinaal gecreëerd in 2001

Cochabamba (aartsbisdom) · Aiquile (territoriale prelatuur) · Oruro